# Hypoperigea discophora
Hypoperigea discophora är en fjärilsart som beskrevs av George Francis Hampson 1902. Hypoperigea discophora ingår i släktet Hypoperigea och familjen nattflyn. Inga underarter finns listade i Catalogue of Life.